# Godurowo
Godurowo – wieś w Polsce położona w województwie wielkopolskim, w powiecie gostyńskim, w gminie Piaski.

## Historia
Wieś pierwotnie związana była z Wielkopolską. Istnieje co najmniej od pierwszej połowy XV wieku. Wymieniona została w dokumencie z 1417 pod obecną nazwą „Godurowo”, 1510 „Godwrowo”, 1564 „Gadurouo”.
Wieś ma jednak wcześniejszą metrykę niż zachowane o niej archiwalne zapisy. Archeolodzy odkryli w bezpośrednim sąsiedztwie miejscowości grodzisko wklęsłe i osada podgrodową datowaną na trzy fazy V-VI wiek, połowę X wieku, istniejącą także później między XII oraz połową XIII wieku, które położone było w dawnym parku dworskim około 0,5 kilometra na północ od dworca kolejowego. Historyczny przekaz z 1528 mówi o tym grodzisku w zapisie: „grodzysko... via Dambrowska ad Strzelce”.
Miejscowość była początkowo wsią szlachecką należącą do lokalnych rodów wielkopolskich. Godurowskich, którzy od nazwy wsi przyjęli odmiejscowe nazwisko, a później także Pogorzelskich i Rozdrażewskich. W 1434 leżała w powiecie kościańskim Korony Królestwa Polskiego. W 1510 należała do parafii Strzelce Wielkie.
Pierwsze zachowane zapisy z lat 1417-1430 wymieniają właściciela we wsi Sędziwoja Godurowskiego. W 1417 Gniewosz Łobezki pochodzący z Łobza w powiecie pyzdrskim prowadził spór sądowy z Ziemiętą plebanem ze Strzelec Wielkich. W procesie dowodził przy pomocy świadków, że pan Janusz Wezenborg z Gostynia oraz niezidentyfikowany Janek ręczyli za księdza Ziemiętę, że kupi on 8 śladów w Godurowie swemu siostrzeńcowi Sędziwojowi, a sobie nic nie zatrzyma.
W 1434 Mikołaj oraz Janusz bracia ze wsi Strzelce Wielkie sprzedali połowę wsi Świętomirowi niegdyś Karsieckiemu, który przyjął odmiejscowe nazwisko od wsi Karsiec (obecnie Karzec) za 100 grzywien. W 1435 Sędziwój Gudorowski sprzedał Adamowi z Pijanowic 4 łany w Godurowie za 100 grzywien. W 1448 Jadwiga córka Piotra z Godurowa wraz ze stryjem rodzonym Dziersławem z Kąkolewa oraz z wujami kasztelanem przemęckim Rafałem Leszczyńskim i Mikołajem Drzeczkowskim herbu Wieniawa sprzedał Janowi Kolskiemu swoje części po ojcu i matce w Godurowie za 70 grzywien.
W 1454 Jakub dziedzic wsi Godurowo przebywał w niewoli krzyżackiej do jakiej dostał się w czasie wojny trzynastoletniej Polski z zakonem krzyżackim.
W 1473 Mikołaj Godurowski daje Mikołajowi z Zalesia i jego krewnemu Jakubowi część Godurowa, a w zamian otrzymał połowę Zalesia. W 1485 Wojciech Godurowski sprzedał swoją część w Godurowie liczacą 1,5 łana Janowi Łaszczyńskiemu za 40 grzywien. W 1493 Maciej Gościejewski z Godurowa zakupił od Jakuba Zaleskiego część Godurowa za 70 grzywien, a w zamian dał Jakubowi część Zalesia. Później po swej matce część tę odziedziczyła Jadwiga żona Macieja. W 1494 Piotr Godurowski wraz z siostrami Zofią Botasszewą, Katarzyną Marciszewą z Dolska, Dorotą, Jadwigą oraz Anną z Pogorzeli, a także Wojciech Godurowski z siostrą Beatą żoną Macieja z Mszczyczyna otrzymali na mocy prawa bliższości spadek w Brześnicy po wuju Michale Brześnickim. W 1498 Jadwiga Godurowska żona Mikołaja Malińskiego wysyła ze swych części po ojcu i matce w Godurowie swego sługę na wyprawę turecką w czasie wojny polsko-tureckiej.
W 1510 wieś była opuszczona, a odnotowano w niej 16 łanów z czego 11 należało do Mikołaja, a 5 do Marcina Godurowskich. W 1560 Maciej Godurowski zawarł ugodę ze swoją synową Anną Moraczewską wdową po Jakubie Godurowskim w sprawie oprawy wdowiej w Godurowie i w Dąbrówce przeznaczonej dla niej oraz dla jej dzieci, wnuków Macieja. W skład tej oprawy wchodziły m.in. łan zwany „Skrzęthowski” w Godurowie.
Miejscowość odnotowano również w historycznych rejestrach poborowych. W 1563 miał miejsce pobór we wsi od 3 łanów, karczmy, młyna korzecznego o jednym kole wodnym czerpiącym energię z rzeki, wiatrak oraz dwóch komorników. W 1566 pobór z Godurowa, od 3 łanów i 4 zagrodników, zapłacił dzierżawca Ambroży Kochlewski. W 1580 Stanisław i Dobrogost Pogorzelscy zapłacili pobór od 2 i 1/4 łana oraz 2 zagrodników, a Piotr i Maciej Godurowscy od 2 zagrodników i jednego rzemieślnika. W 1581 Stanisław i Dobrogost Pogorzelscy zapłacili od 4 kmieci, którzy mieli po 3/4 łana oraz jednego zagrodnika, a Maciej Godurowski uiścił podatek od 3 zagrodników. W 1599 dziedzicem we wsi był Wacław Rozdrażewski.

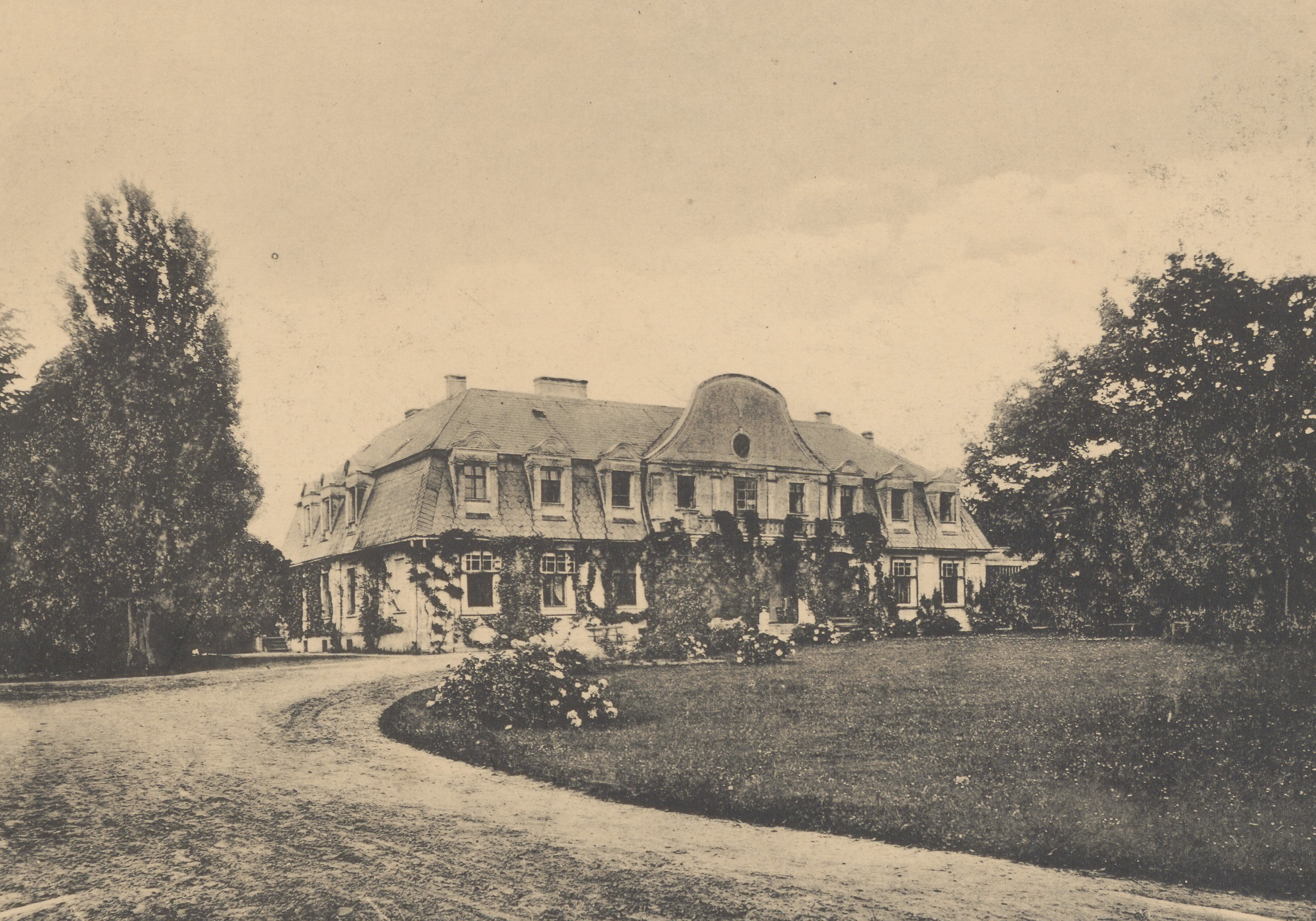
Widok dworu przed 1912

Do czasu rozbiorów leżała w Rzeczypospolitej Obojga Narodów. Wskutek II rozbioru Polski w 1793, miejscowość przeszła pod władanie Prus i jak cała Wielkopolska znalazła się w zaborze pruskim. W okresie Wielkiego Księstwa Poznańskiego (1815-1848) miejscowość należała do wsi większych w ówczesnym pruskim powiecie Kröben (krobskim) w rejencji poznańskiej. Godurowo należało do okręgu gostyńskiego tego powiatu i stanowiło odrębny majątek, którego właścicielem był wówczas (1846) Franciszek Żółtowski. Według spisu urzędowego z 1837 roku wieś liczyła 127 mieszkańców, którzy zamieszkiwali 15 dymów (domostw). W skład majątku Godurowo wchodziły także: Drogoszewo (6 domów, 35 osób), Michałowo (17 domów, 114 osób) oraz Zabornica (3 domy, 24 osoby).
Wieś rycerska, własność Marcelego Żółtowskiego, położona była w 1909 roku w powiecie gostyńskim rejencji poznańskiej w Wielkim Księstwie Poznańskim.
W latach 1975–1998 miejscowość administracyjnie należała do województwa leszczyńskiego.

## Osoby urodzone w Godurowie
- Bogusław Ignacy Sczaniecki
- Jakub Giermaziak (ur. 9 lipca 1990 w Gostyniu) – polski kierowca wyścigowy, od 2010 roku uczestniczący w serii Porsche Supercup.
- Stanisław Pilarczyk ur. 6 X 1898 w Godurowie. zm. 23 IV 1992 w Watford (hrabstwo Hertfordshire, Wielka Brytania); działacz społeczno-gospodarczy[6].